# Flusser (Schiff, 1909)
Die Flusser, auch USS Flusser (Kennung: Destroyer No. 20), war ein Zerstörer der Smith-Klasse der United States Navy, der zwischen 1909 und 1919 in Dienst stand. Das Schiff war nach Lieutenant Commander Charles Williamson Flusser (1832–1864) benannt und die dritte Einheit in der amerikanischen Marine dieses Namens.

## Geschichte
Taufpatin des Schiffes war Miss Genevieve Virden, die Großnichte des Namensgebers. Erster Kommandant wurde Lieutenant Commander J. P. Morton.
Die Flusser erreichte ihren Heimathafen in Charleston (South Carolina) erstmals am 17. Dezember 1909 und begann von hier aus ihre Ausbildungsfahrten im Rahmen der „Atlantic Torpedo Fleet“. Sie fuhr dann im Küstenschutz von der Karibik bis Neu England an der Ostküste der USA bis zum August 1916. In diesem Monat wurde sie der Neutralitätspatrouille zugeteilt und kreuzte von da an vor New York und dem Long Island Sound.
Nach einer Werftliegezeit in New Orleans (Louisiana) wurde die Flusser im Frühjahr 1917 bis zum 30. Juli des gleichen Jahres weiterhin im Küstenschutz eingesetzt. Danach verließ sie Charleston zu einer zweimonatigen Reise nach Ponta Delgada auf den Azoren, um von hier aus Geleitschutz- und Patrouillenaufgaben zu übernehmen.
Danach wurde sie noch einmal über den Atlantik beordert, wo sie im Stützpunkt Brest Geleit- und Patrouillendienst im Bereich des Ärmelkanals versah. Dieser Zeitraum dauerte vom 22. Oktober bis zum 9. Dezember 1918, als sie ein letztes Mal in Charleston einlief. Danach verlegte die Flusser nach Philadelphia in Pennsylvania, wo sie am  14. Juli 1919 außer Dienst gestellt wurde.